# Callithrix aurita
O sagui-da-serra-escuro ou sagui-caveirinha (nome científico: Callithrix aurita) é um primata do Novo Mundo da família Callitrichidae, subfamília Callitrichinae endêmico da Mata Atlântica brasileira. Habita as florestas de montanha dos estados de Minas Gerais, Rio de Janeiro e leste e nordeste de São Paulo.

É ameaçado de extinção devido principalmente à grande perda de habitat ao longo de sua distribuição geográfica, mas ocorre em diversas unidades de conservação já consolidadas, como o Parque Nacional da Serra da Bocaina, o Parque Nacional do Itatiaia, o Parque Estadual do Rio Doce e o Parque Estadual da Cantareira.

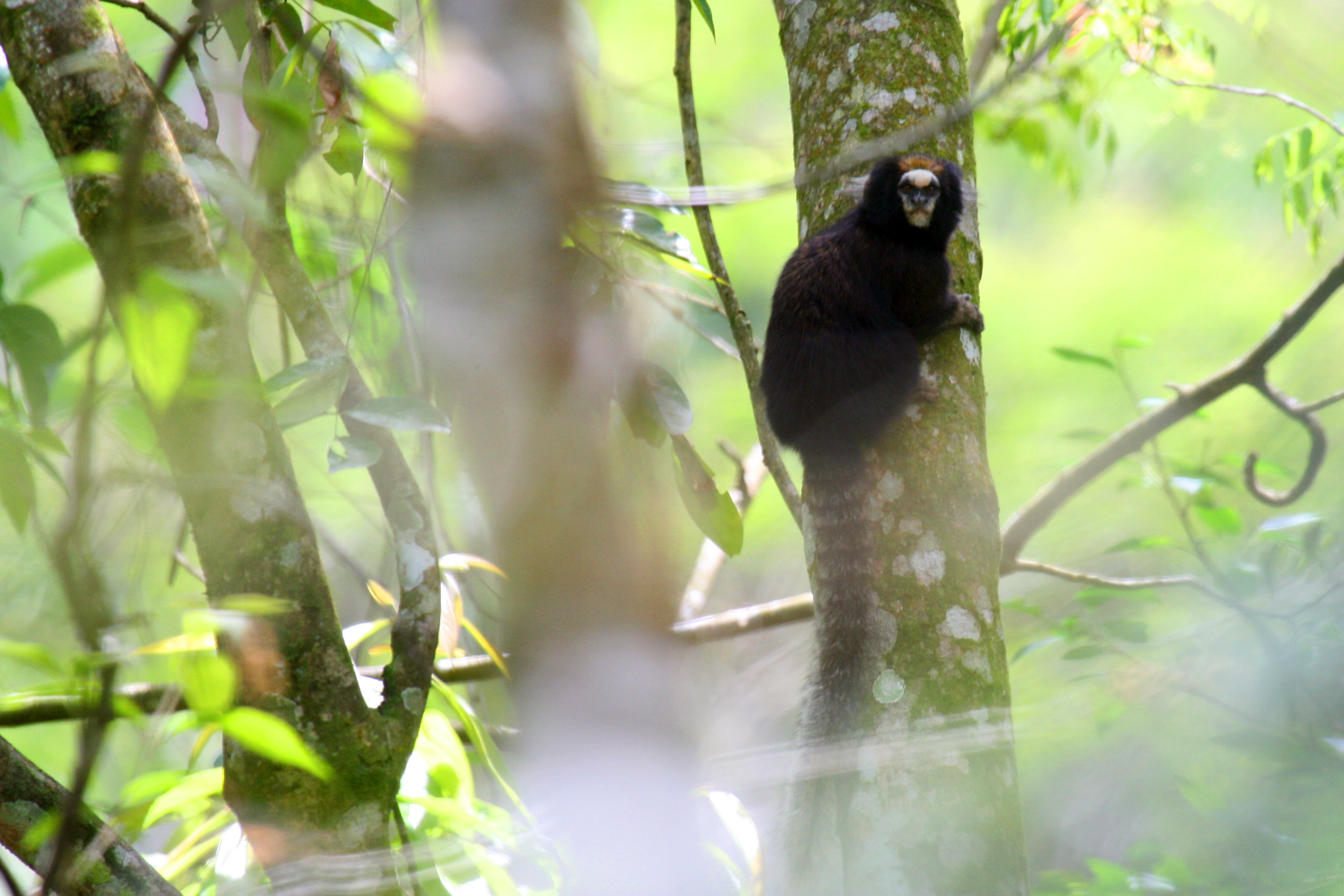
Sagui-da-serra-escuro é uma espécie ameaçada de extinção devido ao alto grau de desmatamento da Mata Atlântica.

## Distribuição geográfica
O sagui-da-serra-escuro, Callithrix aurita, é endêmico da Mata Atlântica no sudeste do Brasil, ocorrendo nas florestas ombrófilas e semidecíduas nas Serras do Mar e Mantiqueira nos estados de Minas Gerais, São Paulo e Rio de Janeiro, podendo se estender para o Norte do Rio Doce em MG. Forrageiam e viajam no baixo dossel e vegetação densa do sub bosque, são encontrados entre 6 e 9 metros acima do solo. Junto ao C. flaviceps são as espécies que habitam as áreas com condições climáticas mais extremas.
Ocorre em floresta montana perene, semidecídua, secundária, mestiça, intercalada com estandes de bambu em altitudes de 80 a 1200 metros.

## Descrição morfológica
Possui coloração geral do corpo negra, mas também são encontrados com manchas ruivas ou pontilhados de vermelho, sem apresentar padrão geral de estrias. Inclusive, suas manchas ruivas dão o tom dourado característico que deu origem ao nome “aurita” da espécie. Sua fronte é branca, com os lados da face negros, as vezes pontilhados de vermelho. Possuem tufos intra-auriculares curtos (20 a 50 mm) e brancos, podendo variar para um tom amarronzado. Testa com ampla mancha branca ou branco-amarelada. Os pés são castanhos e as mãos cor castanha fortemente agrisalhada. Cauda negra com anéis brancos.
É provavelmente a maior espécie do gênero Callithrix pesando 400-450 g  e com comprimento de corpo de 19-25 cm e 27-35 cm de cauda.

## Ecologia
Se alimentam de resinas e outras secreções vegetais, além dos vegetais em si, como frutos e goma de árvores. Durante os períodos de seca, adapta sua alimentação passando então a utilizar material animal, como larvas de lepidoptera, orthopteras, baratas, aranhas e opiliões, cobras, lagartos, pequenos sapos e ovos de aves. Estudos demonstram que esta espécie também pode se alimentar de fungos do bambu.

## Comportamento
Grupos normalmente de 4 a 8 indivíduos, porém é possível encontrar grupos de 11 indivíduos, com apenas um par de macho e fêmea reprodutivo com uma fêmea dominante. Os filhotes, sempre gêmeos, nascem depois de 144 dias de gestação e são carregados pelos pais nas primeiras semanas de vida. Os irmãos mais velhos ajudam no cuidado à prole. Quando atingem a idade adulta migram para outros grupos para formarem novos pares. Tem seu período de atividade reduzido em épocas quente-seca. Época chuvosa - 6:30-19:00/época seca - 7:30-16:30. Seus sítios para descanso estão associados a vegetação densa.

## Conservação
A espécie está presente na lista de espécies ameaçadas de extinção dos referidos estados onde ocorre, assim como na lista nacional e do mundo. A sua distribuição restrita, a destruição do seu habitat, o declínio populacional, a competição com outras espécies e a hibridação devido à introdução de espécies exóticas invasoras (Callithrix jacchus e C. penicillata) estão entre as principais ameaças.
Pode estabelecer simpatria com outras espécies como do gênero Cebus e Callicebus , mas não há registro com as outras formas de Callithrix.